# Membro Alemoa
O Membro Alemoa é uma unidade geológica, que pertence à Formação Santa Maria, da mesma forma que o Membro Passo das Tropas. Acima desta formação está a Formação Caturrita. O Membro Alemoa recebeu esse nome por causa do Sítio Paleontológico Sanga da Alemoa, em Santa Maria (Rio Grande do Sul). Constitui-se basicamente de pelitos.

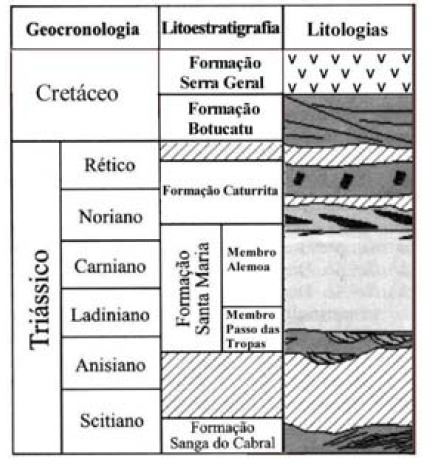
Formação Santa Maria. Fonte: Da Rosa 2004.